# Henri Coandă
Henri Marie Coandă (1886. június 7. – 1972. november 25.) román mérnök, feltaláló, aerodinamikai úttörő, és a kísérleti repülőgép, a Coandă-1910 megépítője volt. A világ első sugármeghajtású gépének megtervezőjének tartják, ami egy megosztó állítás, sokan vitatják, de akadnak akik kiállnak mellette. Sok eszközt talált fel, tervezett egy „repülő csészealj”-at, és felfedezte a Coandă-hatást.

## Élete

### Fiatalkora
Coandă Bukarestben született, egy nagy család második gyermekeként. Apja Constantin Coandă tábornok volt, matematikaprofesszor a híd- és útépítői iskolában. Édesanyja, Aida Danet, a Bretagne-ból származó francia fizikus, Gustave Danet lánya volt. Később felidézte, gyermekként mennyire lenyűgözte a szél csodája.
Coandă a Petrache Poenaru bukaresti általános iskolába járt, majd 1896-ban elkezdte középiskolás tanulmányait a Sfântul Sava líceumban. 3 év után, apja, aki katonai pályát szeretett volna neki, beíratta a jászvásári katonai iskolába, ahol 1903-ban végzett főtörzsőrmester ranggal. Tanulmányait ezután a bukaresti tüzér- harctéri, és tengerészmérnöki iskolában folytatta. Tüzértársaival együtt 1904-ben beiratkozott a Berlinben található, charlottenburgi műszaki főiskolára.
Coandă tüzértisztként végzett, de jobban érdekelte a repülés műszaki oldala. 1905-ben épített egy rakétarepülőgépet a Román Hadsereg számára. Ezután tovább tanult a belga Liège-ben, a Montefiore Intézetben. Itt ismerte meg Gianni Capronit. 1908-ban Coandă visszatért Romániába, hogy tisztként szolgáljon a Második Tüzérezredben. Feltalálói szellemisége nem fért össze a katonai fegyelemmel, és engedélyt kért a hadseregből való távozásra. Kihasználta megújult szabadságát, hogy tegyen egy hosszú autóutat Iszfahánba, Teheránba, és Tibetbe.

### Repülési kutatásai Franciaországban
1909-ben Párizsba ment, ahol beiratkozott a frissen megalapított École Nationale Superieure d’Ingenieurs en Construction Aéronautique-ba (napjainkban: Institut supérieur de l’aéronautique et de l’espace, rövidebb nevén: ISAE-SUPAERO). 1 évvel később repülőgépipari mérnökként végzett.

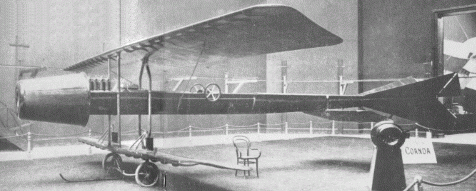
A Coandă-1910

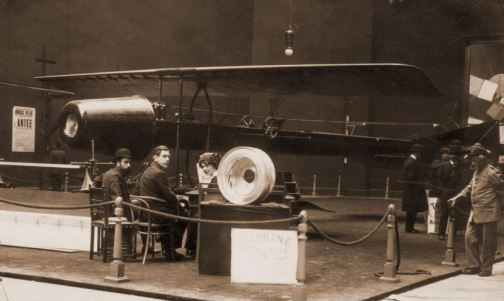
A Coandă-1910 repülőgép a kompresszorral

1910-ben, Gianni Caproni műhelyében megtervezte és megépítette a Coandă-1910 néven ismert repülőgépet, amit még abban az évben kiállíttatott Párizsban, egy bemutatón. A gép egy négyhengeres szelepmotort használt egy forgódugattyús kompresszor működtetéséhez, amelynek célja az volt, hogy meghajtsa a járművet egy elülső szívó és egy hátsó levegő-kiáramoltató együttes alkalmazásával, légcsavar használata nélkül.
A korabeli források állítása szerint Coandă találmánya repülésképtelen volt. Évekkel később, mikor feltalálták a sugármeghajtást, Coandă elkezdte hangoztatni, hogy a repülőgépe sugármeghajtású volt, és igazából repült is. Charles Gibbs-Smith szerint: „Ötlet se volt arra sosem, hogyan helyezzen bele üzemanyagot; a gép sohasem repült, sohasem ment tönkre kísérleten, és eladták Monsieur Weyman számára.” Gibbs-Smith folytatta: „Az állítás, hogy összetört (ami sosem történt meg) Coandă-t arra késztette, hogy elkezdjen egy másik, második repülőgépet, de elfogyott a pénze. Egy éven belül, 1911 októberében kiállított egy vadonatúj, légcsavar-hajtotta gépet a Reims Concours Militaire-en...” Más repüléstörténészek elfogadták Coandă történetét az 1910-es gépével kapcsolatban.
Coandă munkatársa a Huyck Corporation-nél, G. Harry Stine, egy rakétatudós, szerző, és az amerikai modellrakéták atyja ezt írta A reményteljes jövő ( The Hopeful Future) című művében: „Számos sugármeghajtású repülőgép létezett már korábban. A Coandă-1910 és az 1938 Caproni Campini N.1, amit Németországban gyártottak le.” Rolf Sonnemann és Klaus Krug a drezdai technológiai egyetemről megemlítették 1987-es Technik und Technikwissenschaften in der Geschichte (Technológia és Műszaki tudományok a történelemben) című könyvükben hogy a Coandă-1910 volt a világ első sugármeghajtású gépe.

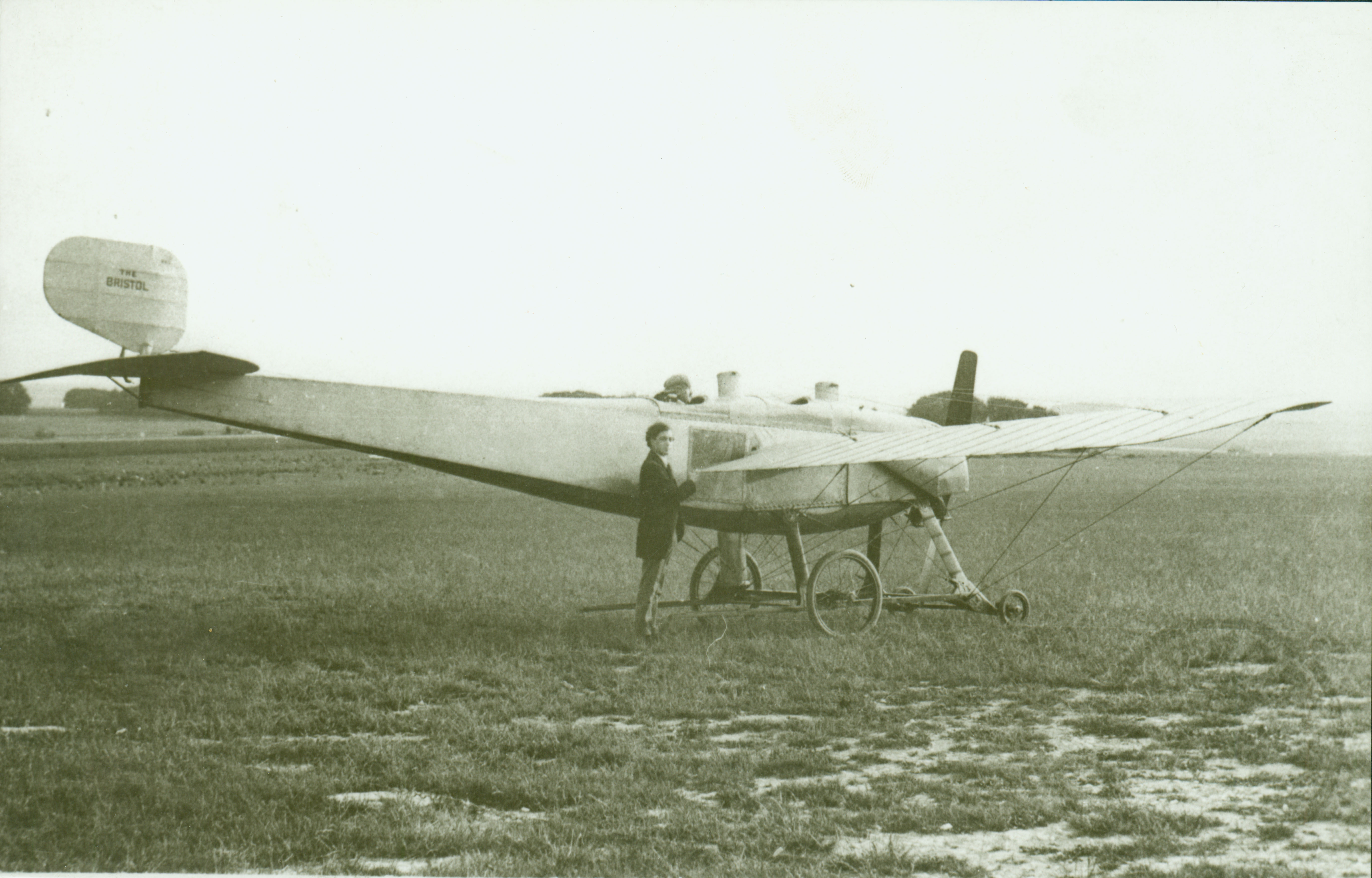
1912-es Bristol Coanda egyfedelű repülőgép

1911 és 1914 között műszaki managerként dolgozott a Bristol repülőgépvállalatnál az Egyesült Királyságban, ahol számos gépet tervezett, későbbi nevükön Bristol-Coanda egyfedelű repülőgépeket. 1912-ben az egyik ilyen találmánya díjat nyert az azonos évi brit katonai repülőgépversenyen.
1915-ben visszatért Franciaországba, ahol az első világháború alatt Delaunay-Bellevillenek dolgozott Saint-Denis-ben, megtervezett, és megépített három különböző légcsavaros repülőgépet, köztük a Coandă-1916-ot, aminek a két légcsavarja a gép faránál volt.
A háborúk közti években folytatta utazásait és kutatásait. 1934-ben megkapta a Coandă-hatás francia szabadalmát. Az 1930-as években tervezte meg lemez formájú járművét, amit Aerodina Lenticulara-nak, magyarul „repülő csészalj”-nak nevezett el. A gép elviekben magas nyomású gázokat áramoltatott volna egy kör alakú nyíláson. 1936-ban Coandă szabadalmat kért erre a találmányára is. Gyakorlati teljes változata a gépnek sosem épült meg.

### A második világháború idején
Coandă a második világháború éveiben a németek által megszállt Franciaországban élt, ahol a náciknak dolgozott, segített az 1910-es repülőgépéből a turbopropellert egy hóálló légcsavarrá átfejleszteni.

### Későbbi évei és halála
A Coandă-hatással kapcsolatos kutatások a háború utáni időszakban érdekeltté, és számos vizsgálat alapjává váltak.
Az idős Coandă 1969-ben, a Ceaușescu-korszak korai éveiben hazatért szülőhazájába, Romániába, ahol igazgatói széket kapott az INCREST-nél, és két évvel később Elie Carafoli professzorral újjászervezte a Bukaresti Politechnikai Egyetem repülésmérnöki tanszékét, kiválasztva ezzel azt a műszaki mérnökök tanszékéből.
Coandă 1972. november 25-én hunyt el, 86 esztendős korában. Végső nyugalomra a Bellu temetőben helyezték, Bukaresten.

## Elismerések és díjak
- 1965: A New York-i Nemzetközi Automatizálási Szimpóziumon megkapta a Harry Diamond Laboratories Award-ot.
- Tiszteletbeli ösztöndíjat kapott a Királyi Repüléstechnikai Egyesülettől 1971-ben[1]
- Bukarest egyik repülőterét róla nevezték el. (Henri Coandă nemzetközi repülőtér, korábban: Otopeni repülőtér)
- Vielles Tiges-díj és aranymedál.
- UNESCO tudományos kutatásért díj
- Francia repüléstechnikai medál, érdemrend, és parancsnoki gyűrű

## Idézet
„Ezek a mai repülőgépek nem többek papír gyermekjátékok tökéletesített változatainál. Véleményem szerint egy teljesen más repülési mechanizmust kellene kikutatnunk, ami más repülő elveken alapszik. Úgy gondolom, hogy a jövő repülőgépei függőlegesen fognak fel és leszállni, repülni viszont hagyományos módon fognak. Ezeknek a jövőbeli repülő szerkezeteknek nem fog kelleni mozgó alkatrész. Az ötlet a ciklonok hatalmas erejéből jött.”